# 고가네역 (홋카이도)
고가네역(일본어: 黄金駅)은 일본 홋카이도 다테시에 위치한 홋카이도 여객철도 무로란 본선의 철도역이다. 역 번호는 H35이며, 단선 · 섬식의 형태를 합친 2면 2선 구조의 복합 승강장을 갖춘 지상역이다.

## 이용 현황
| 승차 인원 추이 | 승차 인원 추이 |
| 연도           | 1일 평균       |
| -------------- | -------------- |
| 1981           | 98             |
| 1992           | 76             |
| 2005           | 38             |
| 2006           | 34             |
| 2007           | 31             |
| 2008           | 29             |
| 2009           | 28             |
| 2010           | 21             |
| 2011           | 12             |

## 역 주변
- 국도 제37호선
- 지마이베쓰 강

## 역사
- 1925년 8월 20일 : 일본국유철도 오사와히가시 선 와니시 역(현 · 히가시무로란 역) - 다테몬베쓰 역 간 개통에 수반해 오콘시베역으롯서 개업. 일반역.
- 1928년 9월 10일 : 선로 명을 오사와 선으로 개칭. 이 선의 역이 된다.
- 1931년 4월 1일 : 오사와 선을 무로란 본선으로 편입, 그것에 수반해 이 선의 역이 된다.
- 1952년 11월 15일 : 고가네역으로 개칭.
- 1960년 10월 15일 : 화물 취급 폐지.
- 1980년 5월 15일 : 무로란 본선 CTC화에 의해 무인화. 동시에 소화물 취급 폐지.
- 1987년 4월 1일 : 일본국유철도 분할 민영화에 의해, 홋카이도 여객철도가 승계.
- 1988년 : 역사 개축.
- 시기 불명 : 간이 위탁 폐지, 완전 무인화.

## 인접 역
| 홋카이도 여객철도 무로란 본선 | 홋카이도 여객철도 무로란 본선 | 홋카이도 여객철도 무로란 본선          |
| ----------------------------- | ----------------------------- | -------------------------------------- |
| H 36 마렛푸 오샤만베 방면     | ■ 무로란 본선                 | 사키모리 H 34 무로란 · 도마코마이 방면 |